# Kutorojo
Kutorojo is een bestuurslaag in het regentschap Pekalongan van de provincie Midden-Java, Indonesië. Kutorojo telt 1343 inwoners (volkstelling 2010).